# Светско првенство у алпском скијању 2007.
Светско првенство у алпском скијању 2007 одржано је у шведском Ореу од 2. фебруара до 18. фебруара. То је 39. Светско првенство у алпском скијању по реду. Церемонија отварања првенства одржана је 2. фебруара у 19,00 часова, а отворио ју је шведски краљ Карл Густав. Најуспешнија нација првенства била је Аустрија која је освојила 9 медаља, по три од сваког сјаја.

## Скијаши

### Супервелеслалом
Такмичење у супервелеслалому је требало да буде одржано 3. фебруара, али је због изразито лошег времена одржано 6. фебруара. Изненађење је приредио италијански скијаш Патрик Штаудахер који је освојио злато испред главних фаворита иако до тада није имао ни једну победу у Светском купу.
| Медаља | Име              | Држава     | Време   | Заостатак |
| ------ | ---------------- | ---------- | ------- | --------- |
| Злато  | Патрик Штаудахер | Италија    | 1:14.30 |           |
| Сребро | Фриц Штробл      | Аустрија   | 1:14.62 | +0.32     |
| Бронза | Бруно Кернен     | Швајцарска | 1:14.92 | +0.62     |

### Суперкомбинација
8. фебруара на распореду је била друга дисциплина за скијаше, суперкомбинација. Такмичење се састоји од једне трке спуста и једне трке слалома. Злато са прошлог светског првенства бранио је Бенјамин Рајх али овог пута је морао да се задовољи сребрном медаљом јер је изненађујућу победу остварио Швајцарац Данијел Албрехт.
| Медаља | Име             | Држава     | Време   | Заостатак |
| ------ | --------------- | ---------- | ------- | --------- |
| Злато  | Данијел Албрехт | Швајцарска | 2:28.99 |           |
| Сребро | Бенјамин Рајх   | Аустрија   | 2:29.07 | +0.08     |
| Бронза | Марк Берто      | Швајцарска | 2:29.23 | +0.24     |

### Спуст
Такмичење у спусту је требало да буде 10. фебруара али је због лоших временских прилика одржано дан касније. Прво злато за Норвешку на овом СП-у освојио је водећи скијаш у Светском купу и један од фаворита спуста - Аксел Лунд Свиндал. На опште изненађење скијашке јавности сребро је освојио мало познати Канађанин Јан Худец, а бронзу шведски ветеран Патрик Јербин.
| Медаља | Име                | Држава   | Време   | Заостатак |
| ------ | ------------------ | -------- | ------- | --------- |
| Злато  | Аксел Лунд Свиндал | Норвешка | 1:44.68 |           |
| Сребро | Јан Худец          | Канада   | 1:45.40 | +0.72     |
| Бронза | Патрик Јербин      | Шведска  | 1:45.65 | +0.97     |

### Велеслалом
14. фебруара на програму је била трка велеслалома. Швајцарац Данијел Албрехт који је изненађујуће освојио златну медаљу у комбинацији, одлично је одвезао прву вожњу и заузео прво место, иза њега се пласирао Канађанин Франсоа Бурк, а на треће место још један Швајцарац Марк Берто. Један од кандидата за медаљу, Бењамин Рајх, промашио је врата у првој вожњи и тако испао из борбе за медаљу.
У другој вожњи доста се очекивало од Бодија Милера. Иако је имао шесто време прве вожње са релативно малим заостатком и његов је тренер поставио другу стазу, направио је велике грешке у доњем делу стазе, па се у поретку спустио у доњи део пласмана. За разлику од Милера, четвртопласирани из прве вожње, Аксел Лунд Свиндал одвезао је феноменалну другу вожњу. Испред тада првопласираног Дидје Киша дошао је са 0,92 секунде предности. Марк Берто није издржао притисак. Слабом вожњом (тек 26. време друге вожње) пласирао се на 11. место. Другопласирани Бурк је излетео у горњем делу стазе и остао без пласмана, па је одлука о томе ко ће да освоји друго злато била на Данијелу Албрехту. Опрезном вожњом, с нешто мало грешака ипак је дошао до сребра са 0,48 секунди заостатка, освојивши тако своју другу медаљу. До бронзе је дошао Швајцарац Дидје Киш.
| Медаља | Име                | Држава     | Време   | Заостатак |
| ------ | ------------------ | ---------- | ------- | --------- |
| Злато  | Аксел Лунд Свиндал | Норвешка   | 2:19.64 |           |
| Сребро | Данијел Албрехт    | Швајцарска | 2:20.12 | +0.48     |
| Бронза | Дидје Киш          | Швајцарска | 2:20.56 | +0.92     |

### Слалом
Невиђена трка слалома одржана је 17. фебруара. Од 74 пријављена такмичара, обе вожње завршило је само 24. Самим завршетком трке историјске резултате за скијање забележили су молдавски представник Урс Имбоден (11. место) и бугарски представник Килијан Албрехт (13. место). Била је то трка с великим потопом фаворита. Чак два освајача медаља могу се уврстити у изненађења. Један од њих је Француз Жан-Батист Гранж који је освојио бронзу, а други је Италијан Манфред Мелг који је освојио сребро. Чак секунду и 81 стотинку иза Мелга био је Аустријанац Марио Мат којем је ово, након 6 година, нова титула светског првака у слалому. Обе вожње овог Аустријанца биле су савршене. Предност коју је остварио је друга највећа у историји светских првенстава.
| Медаља | Име              | Држава    | Време   | Заостатак |
| ------ | ---------------- | --------- | ------- | --------- |
| Злато  | Марио Мат        | Аустрија  | 1:57.33 |           |
| Сребро | Манфред Мелг     | Италија   | 1:59.14 | +1.81     |
| Бронза | Жан-Батист Гранж | Француска | 1:59.54 | +2.21     |

## Скијашице

### Супервелеслалом
Трка супервелеслалома за скијашице је одржана 6. уместо 4. фебруара. Злато је освојила Анја Персон. Главне фавориткиње за титулу, Линдси Килдоу и Ренате Гечл освојиле су сребро, односно бронзу.
| Медаља | Име           | Држава   | Време   | Заостатак |
| ------ | ------------- | -------- | ------- | --------- |
| Злато  | Анја Персон   | Шведска  | 1:18.85 |           |
| Сребро | Линдси Килдоу | САД      | 1:19.17 | +0.32     |
| Бронза | Ренате Гечл   | Аустрија | 1:19.38 | +0.53     |

### Суперкомбинација
Такмичење у суперкомбинацији за скијашице одржано је 9. фебруара. Комбинација се састојала од једне трке спуста и једне трке слалома. Злато је освојила Анја Персон, сребро Американка Џулија Манкусо освојила сребро, а водећа у генералном пласману у поретку за комбинацију, Марлис Шилд је освојила бронзу.
| Медаља | Име            | Држава   | Време   | Заостатак |
| ------ | -------------- | -------- | ------- | --------- |
| Злато  | Анја Персон    | Шведска  | 1:57.69 |           |
| Сребро | Џулија Манкусо | САД      | 1:58.50 | +0.81     |
| Бронза | Марлис Шилд    | Аустрија | 1:58.54 | +0.85     |

### Спуст
| Медаља | Име           | Држава   | Време   | Заостатак |
| ------ | ------------- | -------- | ------- | --------- |
| Злато  | Анја Персон   | Шведска  | 1:26.89 |           |
| Сребро | Линдси Килдоу | САД      | 1:27.29 | +0.40     |
| Бронза | Никол Хосп    | Аустрија | 1:27.37 | +0.48     |

### Велеслалом
| Медаља | Име                     | Држава   | Време   | Заостатак |
| ------ | ----------------------- | -------- | ------- | --------- |
| Злато  | Никол Хосп              | Аустрија | 2:31.72 |           |
| Сребро | Марија Пијетиле Холмнер | Шведска  | 2:32.57 | +0.85     |
| Бронза | Дениз Карбон            | Италија  | 2:32.69 | +0.97     |

### Слалом
| Медаља | Име             | Држава   | Време   | Заостатак |
| ------ | --------------- | -------- | ------- | --------- |
| Злато  | Шарка Захробска | Чешка    | 1:43.77 |           |
| Сребро | Марлис Шилд     | Аустрија | 1:44.02 | +0.25     |
| Бронза | Анја Персон     | Шведска  | 1:44.07 | +0.30     |

## Екипно такмичење
11 нација учествовало је у овом такмичењу последњега дана светског првенства. Вожене су 4 трке супервелеслалома и 4 трке слалома. Најуспешнији су били Аустријанци који су убедљиво славили испред Швеђана и Швајцараца који су се до задње трке борили за бронзу.
| Медаља | Име                                                                           | Држава     | СВ1 | СВ2 | СВ3 | СВ4 | СЛ1 | СЛ2 | СЛ3 | СЛ4 | Укупно |
| ------ | ----------------------------------------------------------------------------- | ---------- | --- | --- | --- | --- | --- | --- | --- | --- | ------ |
| Злато  | Ренате Гечл Михаела Кирхгасер Марлис Шилд Марио Мат Фриц Штробл Бенјамин Рајх | Аустрија   | 1   | 1   | 1   | 2   | 4   | 4   | 1   | 4   | 18     |
| Сребро | Ана Отоссон Анја Персон Јенс Бигмарк Патрик Јербин Маркус Ларсон Ханс Олсон   | Шведска    | 4   | 8   | 4   | 7   | 1   | 2   | 2   | 5   | 33     |
| Бронза | Сандра Ђини Рабеа Гранд Нађа Штигер Фабјене Сутер Данијел Албрехт Марк Берто  | Швајцарска | 11  | 3   | 2   | 1   | 2   | 5   | 4   | 11  | 39     |

## Биланс медаља
| Место | Нација     | Злато | Сребро | Бронза | Укупно |
| ----- | ---------- | ----- | ------ | ------ | ------ |
| 1     | Аустрија   | 3     | 3      | 3      | 9      |
| 2     | Шведска    | 3     | 2      | 2      | 7      |
| 3     | Норвешка   | 2     | 0      | 0      | 2      |
| 4     | Швајцарска | 1     | 1      | 4      | 6      |
| 5     | Италија    | 1     | 1      | 1      | 3      |
| 6     | Чешка      | 1     | 0      | 0      | 1      |
| 7     | САД        | 0     | 3      | 0      | 3      |
| 8     | Канада     | 0     | 1      | 0      | 1      |
| 9     | Француска  | 0     | 0      | 1      | 1      |

## Земље учеснице
| - Андора (2) - Аргентина (1) - Јерменија (7) - Аустралија (5) - Аустрија (26) - Белгија (5) - Босна и Херцеговина (9) - Бразил (3) - Бугарска (4) - Кипар (3) - Црна Гора (1) - Чешка (14) - Чиле (4) - Данска (6) - Естонија (2) | - Финска (12) - Француска (23) - Гана (1) - Грузија (3) - Грчка (2) - Хрватска (10) - Исланд (10) - Иран (9) - Ирска (4) - Италија (24) - Израел (1) - Јапан (6) - Канада(20) - Казахстан (7) - Кина (10) | - Кирибати (7) - Летонија (8) - Либан (4) - Лихтенштајн (5) - Литванија (3) - Луксембург (2) - Мађарска (8) - Република Македонија (6) - Молдавија (3) - Монако (1) - Холандија (4) - Норвешка (8) - Нови Зеланд (8) - Немачка (18) - Пољска (6) | - Румунија (3) - Русија (6) - Сан Марино (2) - Сенегал (1) - САД(18) - Словачка (4) - Словенија (16) - Србија (6) - Шпанија (6) - Шведска (19) - Швајцарска (14) - Турска (4) - Украјина (2) - Узбекистан (4) - Уједињено Краљевство (4) |